# Невольник (поема)

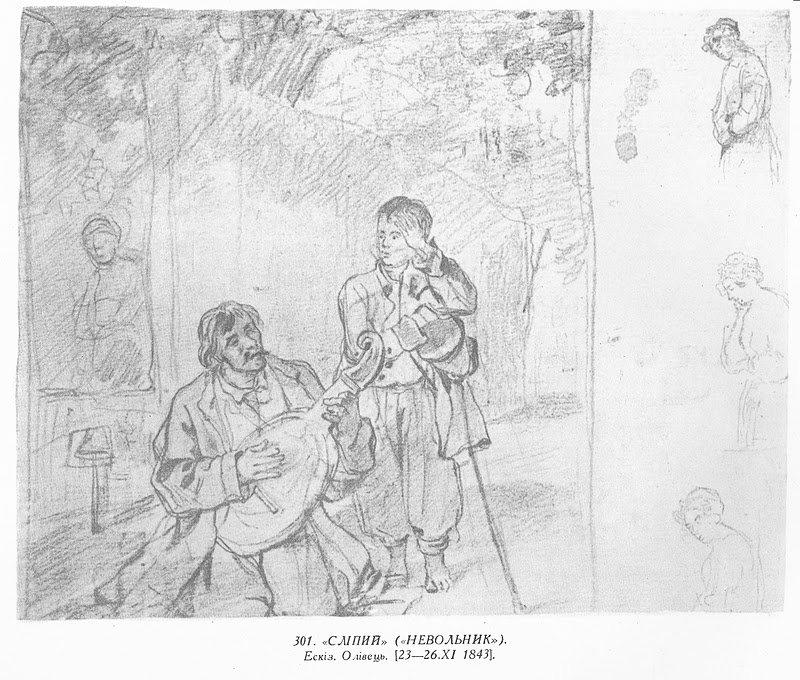
Один із малюнків Шевченка 1843 року, які передували написанню поемі Сліпий (Невольник)"

«Невольник» («Сліпий») — поема Тараса Шевченка, написана 1845 року в селі Мар'їнське.

## Сюжет твору
«Невольник» («Сліпий») — твір історично-побутовий. Основні сюжетні картини й епізоди з життя козацької родини подано на тлі історичних подій другої половини 18 століття — зруйнування Запорізької Січі, закріпачення українських селян, роздавання Катериною II запорізьких земель старшині й дворянству тощо.
Персонажі поеми — старий козак, його дочка Ярина та названий син Степан, який потрапив у османську неволю й повернувся додому сліпим кобзарем, — постаті піднесено романтичні, опоетизовані в дусі фольклорної та літературно-романтичної традицій.
В зображенні історичного тла Шевченко допустився хронологічних зміщень, зокрема довільно переніс морські походи запорожців з 16—17 століття у другу половину 18 століття.

## Датування
Поема датується орієнтовно за часом створення рукописної збірки «Поезія Т. Шевченка. Том первий»: не раніше 5 лютого (коли міністр народної освіти Є. Ковалевський запропонував кураторові С.-Петербурзької шкільної округи І. Делянову розглянути книжки Шевченка, подані на цензурування, на основі загальних постанов про цензуру) — 28 квітня 1859 року (коли замість книжок «Чигиринський Кобзар і Гайдамаки» та «Гамалія» (1844), що перебували на розгляді цензури раніше, цензор С. Палаузов подав до С.-Петербурзького цензурного комітету разом зі своїм відзивом одержаний від Шевченка його рукопис «Поезія Т. Шевченка. Том первий»).

## Видання
Вперше поему надруковано в журналі «Основа» (1861) за автографом зі збірки «Поезія Т. Шевченка. Том перший» (з купюрами з огляду на цензуру в рядках 641—646, 651—654, 659—662). Помилково вважаючи, що в цій публікації поему подано без закінчення, редакція «Основи» (В. М. Білозерський) через рік опублікувала як додаток закінчення першої редакції поеми — «Сліпий», рядки 665—720; публікація мала таку назву й примітку: «(Пропущений Т. Г. Шевченком). Епілог до „Невольника“ (Напечатаний у IV-і й книжці Основи 1861 року)» (1862).
Вперше поему введено до збірки творів у виданні: «Кобзарь Тараса Шевченка / Коштом Д. Е. Кожанчикова» 1867 року.

## Написання
Поема мала дві редакції та дві назви. Перша редакція, під назвою «Сліпий», створена в селі Мар'їнське 16 жовтня 1845 року, була вписана Шевченком у збірку «Три літа».
Другу редакція, під назвою «Невольник», створену не пізніше 1859 року, Шевченко включив до підготовленої для друку рукописної збірки «Поезія Т. Шевченка. Том перший» і вперше в цій редакції поему надруковано (з пропуском окремих рядків з цензурних міркувань) у журналі «Основа».
У 1843 році Шевченко створив малюнки «Сліпий» («Невольник»), яка розглядається як своєрідну першу фіксацію задуму поеми. Епізод твору, коли Ярина впізнає в сліпому кобзареві Степана, відповідає сюжетові цих малюнків.
Перші 39 рядків поеми в журналі «Основа» надруковано з підзаголовком «Посвященіє». Вважається, що вони адресовані, без зазначення її прізвища, Г. Закревській.

## Твори, створені за мотивами поеми
Драматичні твори за мотивами поеми «Невольник» написали під тією ж назвою М. Кропивницький (1872 року) та Г. Зарицький.
За мотивами поеми «Невольник» та балади Шевченка «Лілея» К. Данькевич 1939 року створив балет «Лілея».
У 1959 році на Київській кіностудії імені О. Довженка за мотивами поеми створено фільм-балет під назвою «Лілея» (композитор К. Данькевич, постановники В. Вронський та В. Лопокниш).

## Ілюстрації до поеми
Ілюстрували поему: К. Трутовський (1889), О. Сластіон (не датовано), П. Носко (три ілюстрації, всі — 1927 року), В. Касіян (1934), В. Полтавець (1961), В. Хитриков (1961) й інші.